# التوفيقية (المنيا)
قرية التوفيقية  هي إحدي القرى التابعة لمركز سمالوط بمحافظة المنيا في جمهورية مصر العربية. حسب إحصاءات سنة 2006، بلغ إجمالي السكان في التوفيقية 8843 نسمة، منهم 4626 رجل و4217 امرأة.